# Siphonops
Siphonops – rodzaj płazów beznogich z rodziny Siphonopidae.

## Rozmieszczenie geograficzne
Rodzaj obejmuje gatunki występujące w Ameryce Południowej na wschód od Andów, na północ od 30° szerokości południowej.

## Systematyka
Rodzaj zdefiniował w 1828 roku niemiecki przyrodnik Johann Georg Wagler w artykule zatytułowanym Fragmenty Systema Amphibiorum, opublikowanym w czasopiśmie „Isis von Oken”. Gatunkiem typowym jest (oznaczenie monotypowe) marszczelec pierścieniowy (S. annulatus).

### Etymologia
Siphonops: gr. σιφων siphōn, σιφωνος siphōnos ‘rura’; ωψ ōps, ωπος ōpos ‘wygląd’.

### Podział systematyczny
Do rodzaju należą następujące gatunki:
- Siphonops annulatus (Mikan, 1822) – marszczelec pierścieniowy[4]
- Siphonops hardyi Boulenger, 1888
- Siphonops leucoderus Taylor, 1968
- Siphonops paulensis Boettger, 1892